# Edvard Carleson

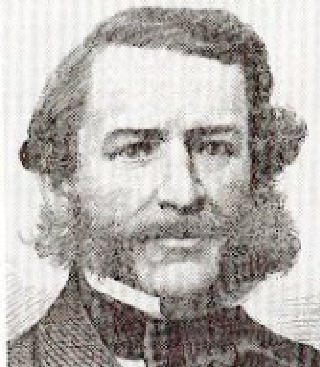
Edvard Carleson (1875)

Edvard Henrik Carleson (* 16. November 1820 in Valstad, Östergötland; † 1. April 1884 in Stockholm) war ein schwedischer Staatsmann, der als Justitiestatsminister zwischen 1870 und 1874 sowohl Ministerpräsident als auch Justizminister Schwedens war.

## Leben
Der Ururenkel des Abgeordneten und Schriftstellers Karl Carleson sowie des Abgeordneten, Nationalökonomen und Schriftstellers Edvard Carleson begann nach dem Schulbesuch 1841 ein Studium der Rechtswissenschaft an der Universität Uppsala und legte 1841 sein Staatsexamen ab. Danach wurde er Angestellter der Unteren Justizrevision, ehe er 1850 zum Assessor an das Schwedische Appellationsgericht (Svea Hovrätt) berufen wurde.
Zwischen 1850 und 1851 sowie 1853 und 1854 war er Mitglied des Ständereichstages und vertrat dort den Adel und die Ritterschaft im Ausschuss für Recht. Während seiner erneuten Mitgliedschaft im Ständereichstag war er von 1856 bis 1858 Vertreter des Adels im Verfassungsausschuss.
1858 wurde er Direktor des Büros von Justitiestatsminister Louis De Geer und wurde dort 1859 in den Rang eines Ständigen Unterstaatssekretärs befördert sowie 1860 Justizrat. Danach war von 1868 bis 1874 Vorsitzender der Trollhätte-Kanal-Gesellschaft (Nya Trollhätte kanalbolags direktion).
Am 4. Mai 1874 wurde er schließlich selbst als Nachfolger von Axel Adlercreutz Justitiestatsminister und war somit sowohl Leiter des Kabinetts als auch Justizminister. Bereits nach etwas mehr als einem Jahr trat er am 11. Mai 1875 zurück und übergab das Amt des Justitiestatsminister wieder an Louis De Geer.
Er selbst wurde 1875 Richter am Obersten Gerichtshof (Högsta Domstolen), dem Obersten Gericht in Zivil- und Strafsachen.
Carleson, der außerdem 1874 zugleich Mitglied der Ersten Kammer des Reichstages wurde, war 1878 Erster Vizepräsident der Ersten Kammer.
Anlässlich des 400. Gründungstages der Universität Uppsala wurde ihm 1877 die Ehrendoktorwürde der Rechtswissenschaft verliehen.